# Katie Pavlich
Catherine Merri «Katie» Pavlich (Phoenix, Arizona, 10 de julio de 1988) es una comentarista, escritora, bloguera y podcaster estadounidense.

## Primeros años y educación
Pavlich nació en Phoenix, en una familia de ascendencia croata y alemana. Creció en las zonas montañosas del norte de Arizona, donde desarrolló intereses en actividades al aire libre como el rafting y la caza. Se graduó de la escuela secundaria Sinagua en Flagstaff, donde jugó voleibol y baloncesto.
En 2010, Pavlich obtuvo una licenciatura en periodismo televisivo de la Universidad de Arizona. Como mujer adulta con ascendencia elegible, se convirtió en miembro de las Hijas de la Revolución Estadounidense.

## Carrera
Pavlich se mudó al área de Washington D. C., y se convirtió en editora colaboradora de Townhall y colaboradora de Fox News. En el verano de 2013, se convirtió en copresentadora alternativa de The Five, un programa de entrevistas en Fox News Channel. También fue becaria de National Review. Pavlich ha aparecido en medios de comunicación como Fox News, CNN, MSNBC, CNBC y Fox Business. A partir de 2018, copresentó el podcast Everything's Going to Be All Right con el exsecretario de prensa de la Casa Blanca, Sean Spicer.
La Conferencia Política de Acción Conservadora la nombró Blogger del Año 2013. El Instituto de Política Clare Boothe Luce le otorgó el Premio Mujer del Año 2014 y el Premio de Liderazgo Conservador 2013.
En septiembre de 2019, cuestionó el activismo de Greta Thunberg sobre el calentamiento global, diciendo: «Ella afirma que debe haber más información sobre la cita ‘ciencia’, pero en realidad, por otro lado, debe haber más información sobre los cientos de científicos que en realidad no están de acuerdo con las proyecciones del cambio climático».
También es la presentadora del programa de estilo de vida Luxury Hunting Lodges of America de Fox Nation, un programa de viajes de lujo en el que Pavlich viaja a algunos de los refugios de caza y pesca más lujosos de los Estados Unidos. El programa lleva tres temporadas en antena y ha presentado refugios en muchos estados como Texas, Wyoming, Luisiana, Dakota del Sur, Arkansas y Alaska.
Es autora de los libros Rápido y Furioso: El escándalo más sangriento de Barack Obama y su descarado encubrimiento (2012) y Asalto y adulación: La verdad sobre la izquierda y su guerra contra las mujeres (2014).